# Ngrukem
Ngrukem is een bestuurslaag in het regentschap Ponorogo van de provincie Oost-Java, Indonesië. Ngrukem telt 2441 inwoners (volkstelling 2010).